# Five Cays
Five Cays ist ein Ort im Britischen Überseegebiet Turks- und Caicosinseln. Er liegt auf der Insel Providenciales und zählt 3592 Einwohner (Volkszählung 2012). Im Jahr 2001 waren es nur 1963 Einwohner.
Der Ort wurde nach fünf Kalksteininseln benannt, die vor der Küste liegen. In der Karibik gibt es viele kleine flache Insel, die aus Korallen- und Sandablagerungen bestehen und Cays (auch Keys) genannt werden. Auch vor der Küste von Five Cays gibt es mehr als fünf Inseln, aber die kleine Inselgruppe, bestehend aus Middle Cay, Bay Cay, Sim Cay, Pusey Cay, und William Dean Cay, gab dem Ort seinen Namen.
In dem Ort gibt es mehrere Kirchen, darunter die Paradise Baptist Church. Die Enid Capron Primary School sorgt für die Grundschulbildung.